# 纳瓦尔卡内罗
纳瓦尔卡内罗，是西班牙马德里自治区的一个市镇。总面积100平方公里，总人口26 085人（2001年），人口密度260人/平方公里。